# Melisende af Jerusalem
Melisende (1105 – 11. september 1161) var dronning af Jerusalem fra 1131 til 1153, og regent for sin søn mellem 1153 og 1161, mens han var på felttog. Hun var den ældste datter af Kong Balduin 2. af Jerusalem og den armenske prinsesse Morphia af Melitene.

## Arveprinsesse
Jerusalem var for nylig blevet erobret af kristne frankere i 1099 under Det 1. korstog, og Melisendes fars familie kom oprindeligt fra Grevskabet Rethel i Frankrig. Hendes far Balduin var en korsfarerridder, der skabte korsfarerstaten Edessa og giftede sig med Morphia, datter af den armenske prins Gabriel af Melitene, i et diplomatisk ægteskab for at sikre alliancer i regionen. Melisende, der var opkaldt efter sin farmor, Melisende af Montlhéry, voksede op i Edessa, indtil hun var 13 år, da hendes far blev valgt til konge af Jerusalem som hans fætter Balduin 1.'s efterfølger. På det tidspunkt, hvor han blev valgt som konge, havde Balduin 2. og Morphia allerede tre døtre: Melisende, Alix og Hodierna. Som den nye konge var Balduin 2. blevet opfordret til at lade sig skille fra Morphia til fordel for en ny yngre kone med bedre politiske forbindelser, en der stadig kunne føde ham en mandlig arving. Den armenske historiker Matthæus af Edessa skrev, at Balduin 2. var helt igennem sin kone hengiven, og han nægtede at overveje at skilles fra hende. Som et tegn på sin kærlighed til sin hustru fik Balduin 2. udsat sin kroning til 1. Juledag 1119, så Morphia og hans døtre kunne rejse til Jerusalem, så dronningen kunne blive kronet ved hans side. For hendes del blandede Morphia sig ikke i den daglige politik i Jerusalem, men demonstrerede sin evne til at overtage anliggender, når begivenheder berettigede det. Da Melisendes far blev taget til fange under et felttog i 1123, hyrede Morphia et gruppe armenske lejesoldater for at finde ud af, hvor hendes mand blev holdt fanget, og i 1124 tog Morphia en ledende rolle i forhandlingerne med dem, der havde taget Balduin til fange, for at få ham løsladt, og hun rejste til Syrien for at overgive sin yngste datter Ioveta som gidsel og som kaution for betalingen af kongens løsesum. Begge hendes forældre stod som forbillede for den unge Melisende, halvt frankisk og halvt armensk, der voksede op i de korsfarerstat i en tilstand af konstant krigsførsel.
Som det ældste barn blev Melisende opdraget som arveprinsesse. Frankiske kvinder i korsfarerstaterne havde en højere forventet levealder end mænd, delvis på grund af den konstante krigstilstand i regionen, og derfor udøvede frankiske kvinder en stor grad af indflydelse i regionen og gav en stærk følelse af kontinuitet til det østlige frankiske samfund. Kvinder, der arvede territorium, gjorde det normalt, fordi krig og vold havde resulteret i mange mænds for tidlige død, og kvinder, der blev anerkendt som dronning, udøvede sjældent deres autoritet direkte, i stedet udøvede deres ægtefælle autoriteten Iure uxoris, dvs. i deres hustrus ret. Samtidige af Melisende, der regerede, omfattede dog Urraca af Kastilien (1080-1129) og Eleonora af Aquitanien (1122-1204). Under hendes fars regeringstid blev Melisende tituleret som kongens datter og arvingen til Kongeriget Jerusalem og fik forrang over andre adelsmænd og kristne præster ved ceremonielle lejligheder. I stigende grad blev hun forbundet med sin far på officielle dokumenter, herunder i prægning af mønter, tildeling af len og andre former for formynderi og i diplomatisk korrespondance. Balduin opdrog sin datter som en dygtig efterfølger efter sig selv, og Melisende nød støtten fra "Haute Cour", et slags kongeligt råd sammensat af rige adel og præster.
Balduin 2. mente dog også, at han måtte gifte med Melisende med en magtfuld allieret, én der ville beskytte og sikre Melisendes arv og hendes fremtidige arvinger. Balduin bøjede sig til Kong Ludvig 6. af Frankrig for at få hans anbefaling til en frankisk vasal til sin datters hånd. Den frankiske forbindelse forblev vigtig for det korsfarerne i Jerusalem, da det spirende rige var stærkt afhængig af arbejdskraft og forbindelser til Frankrig, Tyskland og Italien. Ved at bøje sig for Frankrig underlagde Balduin 2. ikke Jerusalem under Frankrigs overherredømme, snarere knyttede han korsfarerstaternes moralske formynderskab til Vesten for at overleve, og mindede Ludvig 6. at korsfarerstaterne til en vis grad var frankiske lande.
Ludvig 6. valgte Fulko 5., greve af Anjou og Maine, en berømt, rig korsfarer og hærfører, og til en vis grad en voksende trussel til Ludvig 6. selv. Fulkos søn fra et tidligere ægteskab, Godfred, var gift med Matilde, Henrik 1. af England's udpegede arving som Englands næste regerende dronning. Fulko 5. kunne være en potentiel bedstefar til en fremtidig engelsk hersker, et forhold der kunne overstråle Ludvig 6. Fulkos rigdom, forbindelser, og indflydelse gjorde ham ligeså magtfuld som kongen af Frankrig, ifølge historikeren Zoe Oldenbourg. Gennem forhandlingerne insisterede Fulko på at være hersker over Jerusalem alene. Tøvende, indvilligede Balduin 2. i starten til disse krav, dog kom han til at genoverveje dem. Balduin 2. så at Fulko, en ambitiøs mand med voksne sønner til overs, også var en trussel til Balduin 2.'s familie og interesser, og særligt en trussel til hans datter Melisende. Balduin 2. mistænkte, at så snart han var død, ville Fulko frastøde Melisende, sætte hende og hendes børn til side til fordel for Elias, Fulkos yngste, men fuldvoksne søn fra hans første ægteskab som arving til Jerusalem.
Da Melisende fødte en søn og arving i 1130, den senere Balduin 3. af Jerusalem, tog hendes far skridt for at sikre, at Melisende ville regere efter ham som regerende dronning af Jerusalem. Balduin 2. afholdt en kroningsceremoni, der indsatte hans datter, hans barnebarn Balduin 3. og Fulko som herskere over Jerusalem i fællesskab. For at styrke sin position udpegede Balduin 2. Melisende som eneste værge for den unge Balduin og undtog dermed Fulko. Da Balduin 2. døde det næste år i 1131, besteg Melisende og Fulko tronen som herskere i fællesskab. Senere skrev Vilhelm af Tyrus om Melisendes ret til at regere efter hendes fars, at styret i kongeriget forblev under fruen, dronningen Melisendes magt, en dronning, der er elsket af Gud, og som fik den gennem arvens ret. Imidlertid udelukkede Fulko ved hjælp af sine riddere Melisende fra at tildele titler, tilbyde protektion og udstede bevillinger, diplomer og frihedsbreve. Fulko afviste åbent og offentligt hendes arvede myndighed. Balduin 2.'s frygt viste sig at have været berettiget, og den fortsatte dårlige behandling af deres dronning irriterede medlemmerne af "Haute Cour", hvis egne stillinger ville blive udhulet, hvis Fulko fortsatte med at dominere riget. Fulkos opførsel var i overensstemmelse med hans herskende filosofi, som i Anjou havde Fulko undertrykt alle lokale byers forsøg på at styre sig selv og gennem vold underkastet sine vasaller. Fulkos autokratiske stil var i kontrast til det noget mere kollegiale forhold til deres monark, som de indfødte østfrankere var kommet til at nyde.

## Paladsintriger
Det kølige forhold mellem mand og hustru var et praktisk politisk redskab, som Fulko anvendte i 1134, da han beskyldte Hugo 2. af Le Puiset, greve af Jaffa, for at have en affære med Melisende. Hugo var den mest magtfulde baron i kongeriget og hengivent loyal til mindet om sin fætter Balduin 2. Denne loyalitet blev nu overført til Melisende. Samtidige kilder, som f.eks. Vilhelm af Tyrus, afviser Melisendes påståede utroskab og peger i stedet på, at Fulko i overdreven grad favoriserede nyankomne frankiske korsfarere fra Anjou frem for kongerigets oprindelige adel. Havde Melisende været skyldig, ville kirken og adelen sandsynligvis ikke senere støtte op om hendes sag.
Hugo allierede sig med den muslimske by Ashkelon og var i stand til at modstå hæren, der var blevet sendt mod ham. Han kunne dog ikke opretholde sin position på ubestemt tid. Hans alliance med Ashkelon kostede ham støtte ved hoffet. Den katolske patriark af Jerusalem forhandlede sig frem til lempelige betingelser for fred, og Hugo blev sendt i eksil i tre år. Kort tid derefter blev et mislykket mordforsøg mod Hugo tillagt Fulko eller hans støtter. Dette var grund nok til, at dronningens parti åbent udfordrede Fulko, da Fulkos grundløse påstande om utroskab var en offentlig krænkelse, der fuldstændigt ville skade Melisendes position.
Gennem hvad der udgjorde et paladskup, overvandt dronningens tilhængere Fulko, og fra 1135 og fremefter blev Fulkos indflydelse hurtigt forringet. En historiker skrev, at Fulkos tilhængere "gik rundt i frygt for deres liv" i paladset. Vilhelm af Tyrus skrev, at Fulko "ikke forsøgte at tage initiativ, heller ikke i trivielle anliggender, uden [Melisendes] viden". Mand og hustru blev forsonet før 1136 og en anden søn, Amalrik, blev født. Da Fulko blev dræbt i en jagtulykke i 1143, sørgede Melisende offentligt og privat over ham.
Melisendes sejr var fuldstændig. Igen ses hun i de historiske fortegnelse tildele adelstitler, len, udnævnelser og embeder, tildele kongelige gunstbevisninger og benådninger og holde hof. Om Melisende skrev Vilhelm af Tyrus "reseditque reginam regni potestas penes dominam Melisendem, Deo amabilem reginam, cui jure hereditario competebat." Melisende var ikke blot regentdronning for sin søn Balduin 3., men en dronning, der regerede gennem arve- og civilretten.

## Protektor for kirken og kunsten
Melisende nød kirkens støtte gennem hele sit liv: Fra hendes udnævnelse som Balduin 2.'s efterfølger gennem hele konflikten med Fulko, og senere, da Balduin 3. blev myndig. I 1138 grundlagde hun det store kloster Lazarus Kloster i Betania, hvor hendes yngre søster Ioveta ville lede som abbedisse. Som med et kongeligt kloster, gav Melisende klostret de frugtbare sletter omkring Jeriko. Derudover leverede dronningen rige møbler og liturgiske kar, så det ikke på nogen måde kom til at være underordnet religiøse huse for mænd. Ifølge forfatter og historiker Bernard Hamilton gav Melisende også store
"dotationer til Gravkirken, Vor Frue af Josaphat, Templum Domini (betengnelsen for Klippehelligdommen da den var en kristen helligdom), Den katolske Hospitalsorden (Malteserordenen), det spedalske Sankt Lazarus hospital i og Sankt Samuels Præmonstratensere."
Dronning Melisende satte også pris på en række litterære og visuelle kunstformer, hendes lidenskab og assortiment på grund af de forskellige kunstneriske indflydelser, som hun havde fået som følge af sine forældres blandede frankisk-armenske afstamning. Hun skabte både en skole for bogmagere og en skole for miniaturemalere, en maleform, der blev mest brugt i middelalderlige illuminerede manuskripter. Hun satte også gang i opførelsen af "et hvælvet kompleks af butikker i Jerusalem, herunder den legendariske og stadig eksisterende gade Malquisinat (dårlig madlavning). Malquisinat var det centrale og mest berømte marked i korsfarernes Jerusalem og gjorde det muligt for specialiserede købmænd og kokke at forsyne de mange pilgrimme, der besøgte byen, med mad. 
Melisendes kærlighed til bøger og hendes religiøse fromhed var meget velkendt. Hun blev anerkendt som en protektor for bøger, en kendsgerning, hendes mand var bevidst om, hvordan man kunne udnytte efter hændelsen, der i høj grad havde skadet deres forhold og monarkiets stabilitet. Kong Fulko var jaloux på det venskab, som Melisende havde med Hugo, greven af JafFa. Hugo blev undersøgt for påstået utroskab med dronningen og blev angrebet af en lejemorder, som sandsynligvis var blev sendt af kongen selv. Dette gjorde dronningen meget vred. Melisende var ekstremt fjendtlig efter beskyldningerne om hendes påståede utroskab med Hugo og nægtede at tale med eller tillade adgang til hoffet for dem, der havde støttet hendes mand, og hun betragtede dem som "værende i dronningens unåde". Det ser ud til, at Fulko satte sin lid til at gøre sin hustru glad ved at give hende en speciel bog som et fredsoffer. "Melisende Psalter er en usædvanligt smuk lille bog, der har overlevet til i dag i British Museum", en strålende dekoreret gave valgt omhyggeligt og betænktsomt. Mens den kun 21,6 centimeter høj og 14 cm bred, er Melisende Psalter overdrevent og dyrt dekoreret, oprindeligt har hele frontcoveret været forgyldt i guld og med seks cirkler lavet af elfenben og udsøgt udskåret. Det har en "flerfarvet silkeryg" og elfenbencirklerne/medaljonerne er oversået "turkis-, rubin- og smaragdsten" omkring scener af Kong David fra Det Gamle Testamente, en kalender med alle helligdage/helligholdelser markeret, og også bønner om tilbedelse og forgudelse, - alle med ekstremt dekorative illuminerede indledende bogstaver. Det faktum, at det er skrevet på latin tyder på, at Melisende var bekendt med latin. Et vigtigt faktum, der viser, at det var acceptabelt for ædle kvinder i Mellemøsten at blive uddannet på denne måde. Selvom der ikke findes nogen identificering, der viser at denne bog tilhørte Melisende eller blev skabt til hende, er der masser af beviser, der meget tyder på, at hun var den eneste modtager. Anvendelse af latinsk tekst, der er passende for en sekulær kvinde (i modsætning til en abbedisse eller lignende), den særlige ærbødighed over for Jomfru Maria og Maria Magdalene (antydende om det nærliggende kloster, som Melisende støttede, og senere blev begravet i), og de eneste to omtalte/indbefattede kongelige var Melisendes forældre, indikerer alle, at denne bog blev skabt til hende. En sidste indikator på, at dette var fra Fulko til Melisende (bortset fra det faktum, at kun en konge ville have råd til at skabe et så dyrt værk) er, at der er en udskæring af en fugl på bagcoveret mærket "Herodius", som er også kendt som "fulica" eller falk, hvilket gør dette til et mærke til et ordspil på Kong Fulkos navn.
Selvom de var påvirket af byzantinske og italienske traditioner i illuminationerne, havde kunstnerne, der bidrog til Melisendes Psalter, en unik og bestemt 'Jerusalem-stil'. Historikeren Hugo Buchtal skrev, at
"Jerusalem i andet fjerdedel af det tolvte århundrede havde et blomstrende og veletableret scriptorium, der uden vanskeligheder kunne påtage sig opgaven om at skabe et kongeligt manuskript de grand luxe."
Der er ingen beretning om, hvordan Melisende modtog denne gave, men kort efter dens skabelse, virkede det kongelige forhold stærkere end nogensinde før. To ting beviser parrets forsoning: 1) næsten hvert rettighedsbrev efter dette blev udstedt af Fulko, men påskrevet "med samtykke og godkendelse af dronning Melisende", og 2) fødslen af kongeparrets anden søn, Amalrik, i 1136. Det rapporteres også, at dronning Melisende var i stor sorg efter, at hendes mand faldt af en hest og døde i 1143.

## Det 2. korstog
I 1144 blev den korsfarerstaten Edessa belejret i en grænsekrig, der truede dens overlevelse. Dronning Melisende svarede ved at sende en hær ledet af konstablen Manasses af Hierges, Filip af Milly og Elinand af Bures. Raymond af Antiochia ignorerede opfordringen om hjælp, da hans hær allerede var under angreb af Det Byzantinske Rige i Kilikien. På trods af Melisendes hær faldt Edessa .
Melisende sendte bud til paven i Rom, og i Vesten opfordredes til et nyt korstog. Korstoget blev ledet af Ludvig 7. af Frankrig og Romernes Konge Konrad 3. Sammen med Ludvig var hans hustru Eleonora af Aquitanien, med sine egne vasalherrer på slæb. Eleonora var selv blevet udpeget af sin far, Vilhelm 10. til at efterfølge ham i sin egen ret, ligesom Melisende var blevet udpeget til at efterfølge sin far.
Under korsfarermødet i Akko i 1148 blev felttogets strategi lagt. Konrad og Ludvig rådede den 18-årige Balduin 3. til at angribe den muslimske bystat Damaskus, skønt Melisende, Manasses og Eleonora ville angribe Aleppo, hvilket ville hjælpe dem med at genindtage Edessa. Mødet sluttede med Damaskus som deres mål. Damaskus og Jerusalem var på meget gode diplomatiske vilkår, og der var en fredsaftale mellem dem. Resultatet af dette traktatbrud blev, at Damaskus aldrig igen ville have tillid til korsfarerstaterne, og tabet af en sympatisk muslimsk stat var et slag, som senere monarker i Jerusalem ikke kunne komme sig over. Efter 11 måneder rejste Eleonora og Ludvig til Frankrig og afsluttede det andet korstog.

## Mor og søn
Melisendes forhold til sin søn var komplekst. Som mor kendte hun sin søn og hans evner, og hun er kendt for at have været særlig tæt knyttet til sine børn. Som hersker kunne hun måske have været tilbageholdende med at overdrage beslutningsprocessen til en uprøvet ung mand. Uanset alt var der ikke noget politisk eller socialt pres for at give Balduin nogen magt inden 1152, selvom Balduin var blevet myndig i 1145. Balduin 3. og Melisende blev kronet sammen som medregenter 1. juledag 1143. Denne fælles kroning lignede Melisendes egen kroning med sin far i 1128 og kan have afspejlet en øget tendens til at krone ens arving i den nuværende monarks levetid, som det skete i andre riger i denne periode.
Balduin voksede op til at være en dygtig, hvis ikke strålende, hærfører. I en alder af 22 år følte Balduin imidlertid, at han kunne tage noget ansvar i regeringsførelsen. Melisende havde hidtil kun delvist involveret Balduin i sit styre. Spændingerne mellem mor og søn øgedes mellem 1150 og 1152, hvor Balduin beskyldte Manasses for at fremmedgøre hans mor fra ham. Krisen nåede et højdepunkt tidligt i 1152, da Balduin krævede, at patriarken Fulcher kronede ham i Gravkirken uden Melisende til stede. Patriarken nægtede. Balduin iscenesatte i protest en procession i byens gader iført laurbærkranse, en slags selvkroning.
Balduin og Melisende blev enige om at forelægge beslutningen til "Haute Cour" . "Haute Cour" besluttede, at Balduin skulle regere det nordlige af kongeriget og Melisende, det rigere Judæa og Samaria, og Jerusalem selv. Melisende indvilligede, dog med betænkeligheder. Denne beslutning ville forhindre en borgerkrig, men også dele rigets ressourcer. Selvom senere historikere kritiserede Melisende for ikke at have abdiceret til fordel for sin søn, var der ikke meget pres på hende for at gøre det. Hun var bredt anerkendt som en ekstraordinær regent for sit rige, og hendes styre er blevet karakteriseret som et vist ét af kirkeledere og andre samtidige. Balduin havde ikke vist nogen interesse i regeringsførelse før 1152 og havde modsat sig ansvaret på dette område. Kirken støttede klart Melisende, ligesom baronerne i Judæa og Samaria gjorde.
På trods af at han havde overladt sagen til "Haute Cour", var Balduin ikke mere tilfreds med delingen end Melisende. Men i stedet for at prøve at opnå et yderligere kompromis, lancerede han inden for uger efter beslutningen et angreb på sin mors riger. Balduin viste, at han var Fulkos søn ved hurtigt at tage slagmarken. Nablus og Jerusalem faldt hurtigt. Melisende søgte med sin yngste søn Amalrik og andre tilflugt i Jerusalems citadel. Kirkens mægling mellem mor og søn resulterede i tildeling af byen Nablus og tilstødende land til Melisende, som hun skulle regere resten af sit liv, og en højtidelig ed fra Balduin 3. om ikke at forstyrre hendes fred. Denne fredsordning viste, at selv om Melisende tabte "borgerkrigen" mod sin søn, opretholdt hun stadig stor indflydelse og undgik total ubemærkethed i et kloster.

## Pensionering
I 1153 var mor og søn forsonet. Siden borgerkrigen havde Balduin vist sin mor stor respekt. Melisendes forbindelser, især til hendes søster Hodierna og hendes niece Konstance of Antiochia, betød, at hun havde direkte indflydelse i det nordlige Syrien, en uvurderlig forbindelse, da Balduin selv havde brudt traktaten med Damaskus i 1147.
Da Balduin 3. ofte var på militære felttog, indså han, at han havde få pålidelige rådgivere. Fra 1154 og fremover var Melisende igen involveret med sin søn i mange af hans officielle offentlige handlinger. I 1156 indgik hun en traktat med købmændene i Pisa. I 1157, mens Balduin var på felttog i Antiochia, så Melisende en mulighed for at indtage el-Hablis, der kontrollerede området Gilead på den modsatte side af Jordan-floden. Også i 1157, efter patriarken Fulchers død, fik Melisende, hendes søster Ioveta, abbedissen af Betania, og Sibylla af Flandern udnævnt Amalrik af Nesle som patriark af Jerusalem. Derudover var Melisende vidne til hendes søn Amalriks ægteskab med Agnes af Courtenay i 1157. I 1160 gav hun sin samtykke til et bevilling fra hendes søn Amalrik til Gravkirken, måske i anledning af fødslen af hendes barnebarn, Agnes og Amalriks datter Sibylla.

## Død
I 1161 blev Melisende ramt af det, der ser ud til at have været et slagtilfælde. Hendes hukommelse blev hårdt forringet, og hun kunne ikke længere deltage i statsanliggender. Hendes søstre, grevinden af Tripoli og abbedissen af Betania, kom og plejede hende, inden hun døde den 11. september 1161. Melisende blev begravet ved siden af sin mor Morphia i Vor Frues Abbedi i Josaphat-dalen. Melisende testamenterede som sin mors ejendom til det ortodokse Mar Saba Kloster.
Vilhelm af Tyrus, der skrev om Melisendes 30-årige regeringsperiode, skrev, at "hun var en meget klog kvinde, fuldt erfaren i næsten alle anliggender inden for statsførelse, der fuldstændigt besejrede hendes køns handicap, så hun kunne tage ansvaret for vigtige anliggender", og at, "bestræbende på at efterligne de bedste fyrsters ære, regerede Melisende kongeriget med en sådan evne, at hun med rette blev anset for at have lig med sine forgængere i dette henseende”. Professor Bernard Hamilton fra University of Nottingham har skrevet, at selvom Vilhelm af Tyrus' kommentarer kan virke temmelig nedladende for moderne læsere, udgør de en stor demonstration af respekt fra et samfund og kultur, hvor kvinder blev betragtet som at have færre rettigheder og mindre autoritet end deres brødre, deres fædre eller endda deres sønner.

## Yderligere læsning
Historisk fiktion
- Tarr, Judith (1997). Queen of Swords. Tom Doherty LLC.